# Широкундиш
Ши́рокунди́ш (рос. Широкундыш, марій. Шорокундыш) — присілок у складі Кілемарського району Марій Ел, Росія. Адміністративний центр Широкундиського сільського поселення.

## Населення
Населення — 397 осіб (2010; 380 у 2002).
Національний склад (станом на 2002 рік):
- марі — 69 %
- росіяни — 27 %